# Hyala adamsi
Hyala adamsi is een slakkensoort uit de familie van de Iravadiidae. De wetenschappelijke naam van de soort is voor het eerst geldig gepubliceerd in 1971 door Golikov & Kussakin in Golikov & Scarlato.